# „Оскар“ за операторско майсторство
Наградата на Академията за операторско майсторство, известна като „Оскар“ за операторско майсторство (на английски: Academy Award for Best Cinematography), е една от категориите, за които се присъждат годишно награди на Академията за филмови изкуства и науки, популярни като „Оскар“.
Тази награда известно време се е връчвала без предварителни номинации. Между 1930 и 1967 г. (с изключение на 1958 г.) има отделни награди за черно-бели и цветни филми. След като това разделение отпада, само три черно-бели филма са удостоени с тази награда: „Списъкът на Шиндлер“ (1993), „Рома“ (2018) и „Манк“ (2020).
Запазени са всички филми, удостоени с наградата. Това обаче не важи за редица от номинираните в първите години като The Devil Dancer (1927), The Magic Flame (1927) и Четири дявола (1928). Някои са частично запазени, например The Right To Love (1930) и Sadie Thompson (1927).
Първите номинирани, заснети с използване на цифрово видео са Странният случай с Бенджамин Бътън и Беднякът милионер през 2009, като Беднякът милионер печели наградата. Следващата година Аватар е първият номиниран и спечелил наградата филм, заснет изцяло на цифрово видео.